# Dalibor Zelený
Dalibor Zelený (* 2. června 1957 Jihlava) je český manažer, od července 2013 do února 2014 generální ředitel a předseda představenstva Českých drah (tuto pozici již v letech 1998 až 2003 zastával), bývalý náměstek ministra dopravy ČR, radní města Česká Třebová.

## Život
Vystudoval Vysokou školu dopravy a spojov v Žiline a získal tak titul Ing. Po škole byl zaměstnán na drahách, mimo jiné jako výpravčí. Později vedl obchodně-přepravní ředitelství Českých drah v České Třebové.
Od října 1995 do února 1997 působil jako náměstek ministra dopravy ČR pro železnice (ministři Vladimír Budinský a Martin Říman). Později pracoval jako poradce generálního inspektora ČD.
Od září 1998 do března 2003 byl ředitelem státní organizace České dráhy a provedl její transformaci na akciovou společnost České dráhy. Po odvolání z funkce čelil podezření, že uzavřel nevýhodné dodatky kupní smlouvy na rychlovlaky Pendolino, což prověřovala i policie (Zelený tato podezření odmítl). Mezi říjnem 2006 a dubnem 2008 byl generálním ředitelem společnosti Železnice Slovenskej republiky (ŽSR). Z postu z osobních důvodů odstoupil.
Působil také v mezinárodních institucích jako viceprezident Mezinárodní železniční unie (UIC) a jako viceprezident Společenství evropských železničních a infrastrukturních společností (CER). Živil se také jako nezávislý konzultant v železniční dopravě v České republice i v dalších zemích Evropské unie.
V letech 2011 až 2013 byl postupně místopředsedou a předsedou dozorčí rady společnosti Oredo, která koordinuje veřejnou dopravu v Královéhradeckém a Pardubickém kraji.
Dne 30. července 2013 byl po odvolání Petra Žaludy jmenován členem a předsedou představenstva Českých drah, o den později se stal i generálním ředitelem společnosti. Dne 20. února 2014 byl sám odvolán, a to z pozic generálního ředitele, předsedy a člena představenstva Českých drah.
Dalibor Zelený je ženatý a má dvě děti.

## Politická angažovanost
V komunálních volbách v roce 2010 byl zvolen jako nestraník za ČSSD do Zastupitelstva města České Třebové. V listopadu 2010 se stal radním města a působí i v Komisi pro veřejné zakázky Rady města České Třebové. Ve volbách v roce 2014 obhájil jako nestraník za ČSSD mandát zastupitele města a na začátku listopadu 2014 byl potvrzen i ve funkci radního.
Ve volbách do Senátu PČR v roce 2016 kandidoval za ČSSD v obvodu č. 46 – Ústí nad Orlicí. Se ziskem 11,54 % hlasů skončil na 4. místě a do druhého kola nepostoupil.